# Olaf Devik
Olaf Martin Devik, född 20 december 1886 i Gjerdrum, död 14 april 1987 i Oslo, var en norsk fysiker och expeditionschef. 
Devik blev student 1904, candidatus realium 1911 och doctor philosophiæ 1931. Han var amanuens vid Kristiania universitets fysiska institution 1914, och vid Haldde-observatoriet i Finnmark 1915, geofysiska institutet i Tromsø 1918, organiserade och ledde meteorologisk prognosverksamhet till 1922, var docent i fysik vid Norges tekniske høgskole 1922–1932, tillika lärare i fysik vid Norges Lærerhøyskole 1923–1932. Han var medlem av Chr. Michelsens Institutt i Bergen 1932 med arbetsområde praktisk fysik och expeditionschef på kulturavdelningen vid kyrko- och undervisningsdepartementet 1938–1957. Han avsattes som expeditionschef 1941, förestod 1942 en ledig professur i fysik vid universitetet i Oslo, vid Norges tekniske høgskole 1942–1943 och i London 1943–1945. 
Devik var generalsekreterare i Norsk varekrigsforsikringsfond 1940–1951, ordförande för norska Unescokommittén 1947–1950, delegat vid Unescos konferenser 1945 och 1946 medlem av Pengelotteriets styrelse 1948–1961, av styrelsen för Statens lånekasse for studerende ungdom 1948–1957 och ordförande i norska avdelningen av norsk-brittiska kulturkommittén 1949–56. Han var ledamot av Norges teknisk-naturvetenskapliga forskningsråd 1946–1959, Norges allmänvetenskapliga forskningsråd 1949–1957, vice ordförande i Forskningsrådenes fellesutvalg 1949–1957 och medlem av norsk-belgisk kulturkommittén 1949–1957. Han var medlem av geofysiska kommittén 1918–1932 och 1936–1938, invaldes som ledamot av Det Norske Videnskaps-Akademi 1932,  Det Kongelige Norske Videnskabers Selskab 1928 och Norges Tekniske Vitenskapsakademi 1955 och var ledamot Norsk Rikskringkastings styrelse 1934–1936. 
Devik var konstruktör av mät- och registreringsinstrument, skrev en rad avhandlingar av fysikalisk och teknisk art och dessutom populärvetenskapliga artiklar i dagspress och tidskrifter. Tillsammans med Sverre Bruun utgav han läroböcker i fysik för mellanskolor och realgymnasier. Han skrev även Norges tekniske høgskole Femti år 1910–1960 och Blant fiskere, forskere og andre folk (1971).